# Carlos Reygadas
Carlos Reygadas Castillo (Città del Messico, 10 ottobre 1971) è un regista, sceneggiatore e produttore cinematografico messicano.

## Biografia
Carlos Reygadas è nato a Città del Messico nel 1971 e ha studiato diritto nella sua città. La tesi di laurea di Reygadas era sulla Corte internazionale di Giustizia e sulle risoluzioni del Consiglio di Sicurezza dell'ONU riguardanti la pace e la sicurezza internazionale. Dopo la laurea ha proseguito con un master e con un impiego a New York alle Nazioni Unite, ma nel 1997 abbandona tutto per trasferirsi a Bruxelles e coltivare la sua vera passione: il cinema. nel 1998 tenta di entrare nell'Istituto Nazionale delle Arti dello Spettacolo e delle Tecniche di Diffusione di Bruxelles, ma non viene accettato; la commissione lo reputa già un regista che non necessita di formazione. Per l'ammissione aveva girato il suo primo cortometraggio.
Reygadas riesce a mettere in piedi una troupe di amici e non professionisti per il suo primo lungometraggio del 2002, Japón, sceneggiato, diretto e prodotto dallo stesso Reygadas; il film riceverà la menzione speciale della giuria della Caméra d'or al Festival di Cannes dove, qualche anno dopo, verrà presentato anche il suo secondo film, Battaglia nel cielo del 2005. Nello stesso anno Reygadas ha co-prodotto Sangre, la pellicola del connazionale Amat Escalante già aiuto regista in Battaglia nel cielo.

## Lo stile

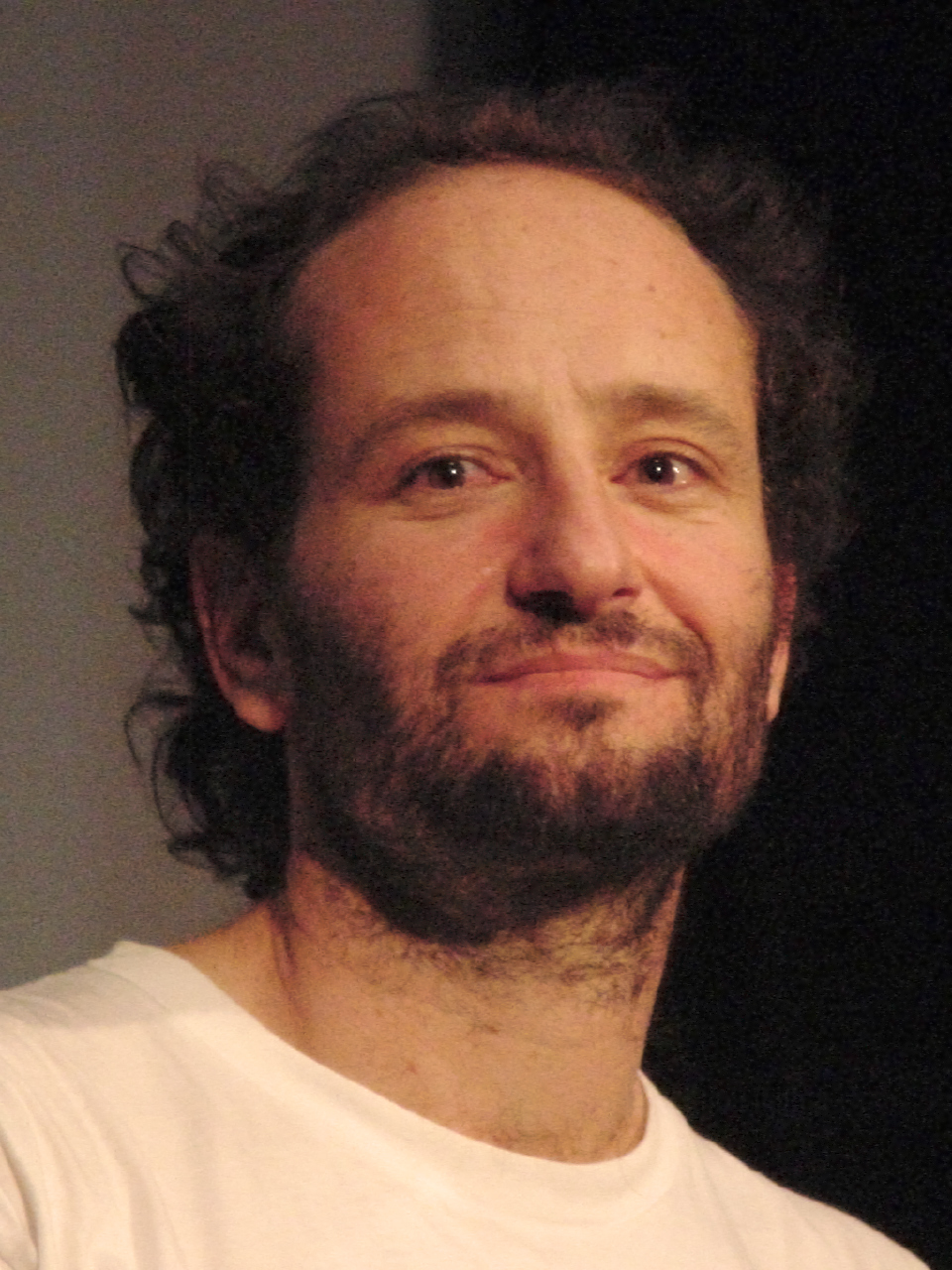
Reygadas nel 2009

Riguardo ai suoi punti di riferimento cinematografici, Reygadas ammette "Amo Eizenstein ed il suo utilizzo della musica, Ozu per il particolare che diviene universale, Dreyer (soprattutto i suoi ultimi film) per il modo in cui usa la luce, alcuni film di Abel Ferrara, i film degli anni '50-'60 dello spagnolo Luis Garcia Berlanga, Antonioni, Kiarostami prima del digitale, i film del dopo guerra di Rossellini..." Il regista lavora molto sui corpi dei suoi attori e riprende scene di sesso esplicito che hanno suscitato molto scandalo ma che si distaccano dalla pornografia per rappresentare "il sesso così come lo viviamo", quella fusione tra anima e corpo che è solo umana; per Reygadas il corpo esprime un pensiero, è comunicazione e conoscenza. Già dal suo primo lungometraggio, il regista usa la macchina da presa in modo molto creativo e, afferma, "come fosse un pennello, per vedere i colori che traccia nello spazio".
A Reygadas piace lavorare sui sentimenti forti e sul modo in cui si esprimono nei momenti culminanti, ispirandosi in questo a Rossellini, per raccontare storie universali. Il suo intento è scatenare sensazioni forti nello spettatore, senza chiudere con interpretazioni univoche ma lasciando che il pubblico costruisca la sua visione. Aspetto molto importante dei suoi film è anche l'ambientazione e il contesto sociale: natura incontaminata e selvaggia in Japón, metropoli soffocante e oppressa da fanatismo religioso, povertà e istituzioni in Battaglia nel cielo. Per Reygadas, infatti, il paesaggio, insieme al sesso, è uno degli elementi che maggiormente influenzano l'uomo. Nel maggio 2007 presenta in concorso al 60º festival di Cannes il film Stellet licht, che vince il premio speciale della giuria ex aequo con Persepolis. Nel 2012 viene premiato come miglior regista al Festival di Cannes con il film Post Tenebras Lux.

## Vita privata
È sposato con la montatrice Natalia López (Stellet Licht, Post Tenebras Lux, Heli, Jauja), la quale ha esordito come attrice, insieme allo stesso Reygadas, in Nuestro Tiempo (2018), presentato alla 75ª Mostra internazionale d'arte cinematografica di Venezia, ed è successivamente passata alla regia col film "Manto de Gemas", premiato con l'Orso d'Argento al Festival di Berlino.  
La coppia ha due figli: Rut e Eleazar, anche loro presenti, in veste di attori, nelle ultime due pellicole del regista messicano.

## Filmografia

### Cortometraggi
- Adulte (1998)
- Prisioneros (1999)
- Maxhumain (1999)
- Este es mi reino - (episodio del film collettivo Revolución, 2010)
- Mexico - (episodio del film collettivo Short Plays, 2014)

### Lungometraggi
- Japón (2002)
- Battaglia nel cielo (Batalla en el cielo) (2005)
- Luz Silenciosa (Stellet Licht) (2007)
- Post Tenebras Lux (2012)
- Nuestro tiempo (2018)

### Produttore
- Sangre, regia di Amat Escalante (2005)
- Los bastardos, regia di Amat Escalante (2008)
- Heli, regia di Amat Escalante (2013)
- Tenemos la carne, regia di Emiliano Rocha Minter (2016)
- Opus zero, regia di Daniel Graham (2017)
- Səpələnmiş ölümlər arasında, regia di Hilal Baydarov (2020)
- Beginning (Dasats'q'isi), regia di Dea K'ulumbegashvili (2020)